# 萨姆巴
萨姆巴（Samba），是印度查谟和克什米尔桑巴縣的一个城镇。总人口19961（2001年）。

## 人口
该地2001年总人口19961人，其中男性13020人，女性6941人；0—6岁人口1954人，其中男1090人，女864人；识字率78.29%，其中男性为83.62%，女性为68.30%。